# Hermann Adalbert Daniel
Pour les articles homonymes, voir Daniel.
Hermann Adalbert Daniel (né le 18 novembre 1812 à Köthen - mort le 13 septembre 1871 à Leipzig) est un géographe et un hymnologue allemand.

## Biographie
Hermann Albert Daniel étudie la théologie à Halle puis enseigne aux Frankesche Stiftungen où il a pour élève le futur chancelier Bernhard von Bülow. Il meurt le 13 septembre 1871 à Leipzig où il s'est retiré après avoir arrêté l'enseignement en 1870.
Le domaine de prédilection de Daniel est la géographie qu'il considère de la même manière que Carl Ritter. En 1844, il publie un manuel de géographie, le Lehrbuch der Geographie für höhere Unterrichtsanstalten. Il publie entre 1859 et 1853 la somme de ses connaissances dans le Handbuch der Geographie.
Ses ouvrages sont traduits en plusieurs langues comme en espagnol ou en grec. 

## Œuvres
- Thesaurus hymnologicus sive hymnorum canticorum sequentiarum circa annum MD usitatarum collectio amplissima 5 Bände Leipzig 1841-56; Nachdruck en 2 volumes Hildesheim: Olms Hildesheim 1973.  (ISBN 3487049120);  (ISBN 978-3487049120)

1. Hymnos continens 1841 (Numérisation de la 2e édition de 1855; Numérisation de l'édition de 1862)
2. Sequentiae. Cantica. Antiphonae 1844 (Numérisation; Numérisation de la 2e édition de 1855)
3. I. Delectus carminum ecclesiae Graecae curante Reinholdo Vormbaum.

II. Carmina Syriacae ecclesiae curante Ludovico Splieth.
III. Paralipomena ad Tomum primum et secundum. 1846 (Numérisation)
1. Supplementa ad Tomum Primum 1855 (Numérisation)
2. Supplementa ad Sequentiarum ... Indices 1856 (Numérisation)